# USS McCawley (DD-276)
USS McCawley (DD-276) – amerykański niszczyciel typu Clemson będący w służbie United States Navy w okresie po I wojnie światowej. Patronem okrętu był Colonel Charles McCawley.
Stępkę okrętu położono 5 listopada 1918 w stoczni Bethlehem Shipbuilding Corporation w Quincy. Zwodowano go 14 czerwca 1919, matką chrzestną była Eleanor Laurie McCawley, wnuczka patrona okrętu. Jednostka weszła do służby 22 września 1919, pierwszym dowódcą został Lieutenant (junior grade) H. E. Haynes.
Po wyposażeniu na wschodnim wybrzeżu USA i rejsie odbiorczym "McCawley" popłynął do San Diego, gdzie dołączył do 2 Eskadry Niszczycieli (ang. Destroyer Squadron 2), później DesRon 4 Floty Pacyfiku. Brał udział w lokalnych ćwiczeniach w pobliżu zachodniego wybrzeża USA do czasu wycofania ze służby w San Diego 7 czerwca 1922.
27 września 1923 niszczyciel został ponownie włączony do służby i przydzielony do Floty Pacyfiku. Przez następne 6 lat operował na wodach Oceanu Spokojnego, biorąc udział w różnych manewrach zarówno na szczeblu eskadry jak i floty. Poza dwoma wyjątkami – w 1924 i 1927, gdy popłynął na Karaiby na zimowe manewry „Fleet Problem”, spędził cały okres służby operacyjnej wzdłuż zachodniego wybrzeża USA od San Diego do Zatoki Puget i na wodach hawajskich.
"McCawley" został przeznaczony do dezaktywacji zgodnie z ustaleniami londyńskiego traktatu morskiego. Został wycofany ze służby w San Diego 1 kwietnia 1930. Jego nazwa została skreślona z listy okrętów floty 13 sierpnia 1930. Jego kadłub został sprzedany na aukcji 2 września 1931.